# Dojransjön
Dojransjön (makedonska: Доjранско Езеро, grekiska: Λίμνη Δοϊράνη) är en 43,1 km² stor sjö som delas mellan Nordmakedonien (27,3 km²) och Grekland (15,8 km²). I väster ligger staden Dojran, i öster byn Mouries och i norr bergskedjan Belasica. Sjön har en rund form, maxdjupet är 10 meter, den är 8,9 km lång i nord-sydlig riktning och 7,1 km som bredast, vilket gör den till den tredje största sjön som delvis ligger i Nordmakedonien efter Ohridsjön och Prespasjön.

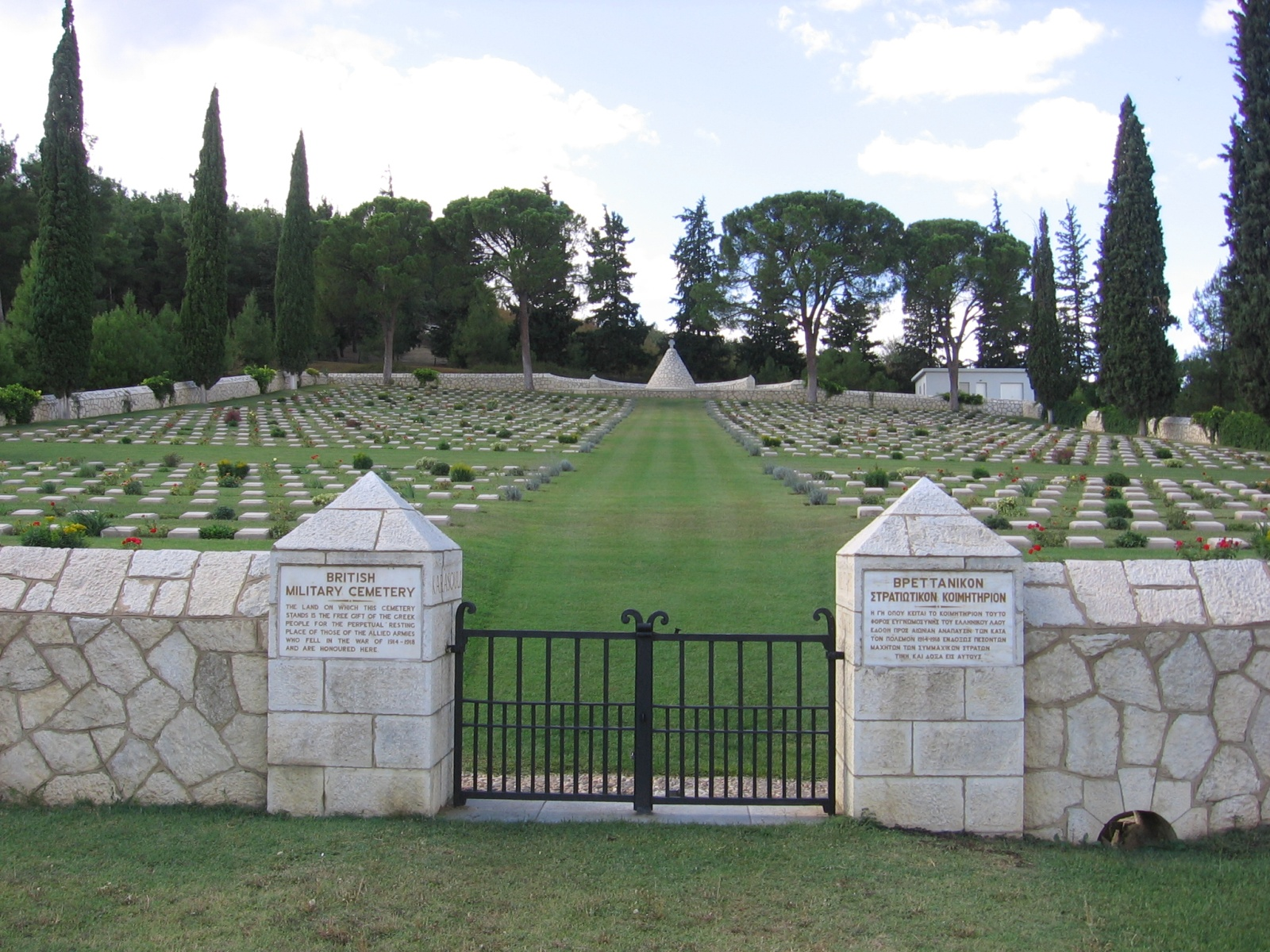
Brittiska krigskyrkogården söder om Dojransjön.

Sjön ligger vid den södra linjen för makedonska fronten under första världskriget och vid dess södra strand ägde slaget vid Dojran rum mellan allierade grekiska och brittiska trupper som attackerade från söder och bulgariska trupper som fanns i sjöns östra del. Ett monument över slaget och två kyrkogårdar för stupade britter och greker finns på en kulle 500 m söder om sjön.